# NGC 2327
NGC 2327 je emisijska maglica u zviježđu Velikom psu. 

## Vanjske poveznice
- SEDS: NGC 2327